# Emitent
Emitent je společnost nebo jiný oprávněný subjekt, který vydává (emituje) finanční instrument.
Emitent může vydávat:
- peníze - emise peněz, typicky bankovek, ale také státovky a mince, oběživo. Kompletní sadě (jejímu objemu) se říká peníze v oběhu a sleduje se pomocí peněžních agregátů (peněžní zásoby).
- ceniny - poštovní známky, kolky.
- cenné papíry - směnky, akcie, dluhopisy, hypoteční zástavní listy, deriváty. Kompletní sadě těchto papírů (jejímu objemu) se říká emise cenných papírů.

## Emise akcií
Emitentem je akciová společnost, která prodává své akcie a získává tak kapitál, což je hlavní účel burzy cenných papírů.
Jde-li teprve o prvotní úpis akcií, tato událost se anglicky nazývá Initial public offering (IPO). Samotné organizační provedení IPO se zpravidla nechává outsourcovat bankou nebo zvolenou finanční institucí.
Emitent následně na svém papíru může, ale nemusí zároveň být i tvůrcem trhu.
Vstupem na burzu firma uvolní svou emisi pro obchodování na veřejném trhu, čímž ale zároveň musí plnit informační povinnost vůči veřejnosti podle pravidel burzy, regulátora finančních trhů (dříve KCP, dnes ČNB) a podle zákona.
Zákon také stanoví, jaké aktivity emitent se svými emisemi nesmí provádět, nebo o nich alespoň informovat: Důvodem je ovlivňování ceny a spekulace na úkor ostatních podílníků, jako například insider trading manažerů. Cílem je ochrana investic a věřitelů.